# İlkan Karaman
İlkan Karaman (Estambul, 13 de marzo de 1990-Datça, 8 de septiembre de 2024) fue un jugador de baloncesto turco. Jugaba en la posición de ala-pívot.

## Trayectoria deportiva
Jugó desde 2007 hasta 2011 en el Tofaş Spor Kulübü, donde en su última temporada promedió 8,0 puntos y 5,4 rebotes por partido.
En 2011 fichó por el Pınar Karşıyaka, donde jugó una temporada, en la que promedió 10,7 puntos y 6,4 rebotes por partido, firmando al año siguiente un contrato por tres temporadas con el Fenerbahçe Ülkerspor. Al finalizar la temporada 2013-14 fue operado mediante artroscopia de ambas rodillas a causa de una tendinitis crónica, que le impidió disputar la siguiente campaña.
En julio de 2014 fue finalmente cortado por el Fenerbahçe.
Fue elegido en la quincuagésimo séptima posición del Draft de la NBA de 2012 por Brooklyn Nets. Sus derechos fueron traspasados en 2014 a Cleveland Cavaliers.
Durante la temporada 2019-20 forma parte de las filas del Cholet Basket de la Pro A francesa.
En la temporada 2022-23, firma por el Tofaş Spor Kulübü de la Basketbol Süper Ligi.

## Selección nacional
Karaman jugó campeonatos juveniles europeos con la selección de Turquía Sub-16 y Sub-20. 
Integró la plantilla de la selección absoluta de su país en la instancia de clasificación para el Campeonato Europeo de Baloncesto Masculino de 2013.

## Fallecimiento
Falleció atropellado por un conductor ebrio el 8 de septiembre de 2024. Tenía 34 años de edad.